# Anomphax virescentaria
Anomphax virescentaria là một loài bướm đêm trong họ Geometridae.